# Digital Video Home System

D-VHS-Logo

Digital Video Home System, kurz D-VHS, ist ein 1998 eingeführtes digitales Videoformat zur Aufzeichnung von Videos auf Magnetbändern in einer Kassette mit dem VHS-Formfaktor. Es war ein Nachfolger von VHS beziehungsweise S-VHS. Die Aufzeichnung erfolgt digital als MPEG-2-Transport-Stream. Neben den üblichen Fernsehauflösungen NTSC und PAL beherrscht D-VHS auch die Aufzeichnung von HDTV. Das Format wurde von JVC in Zusammenarbeit mit Hitachi, Matsushita und Philips entwickelt. 

## Entwicklung

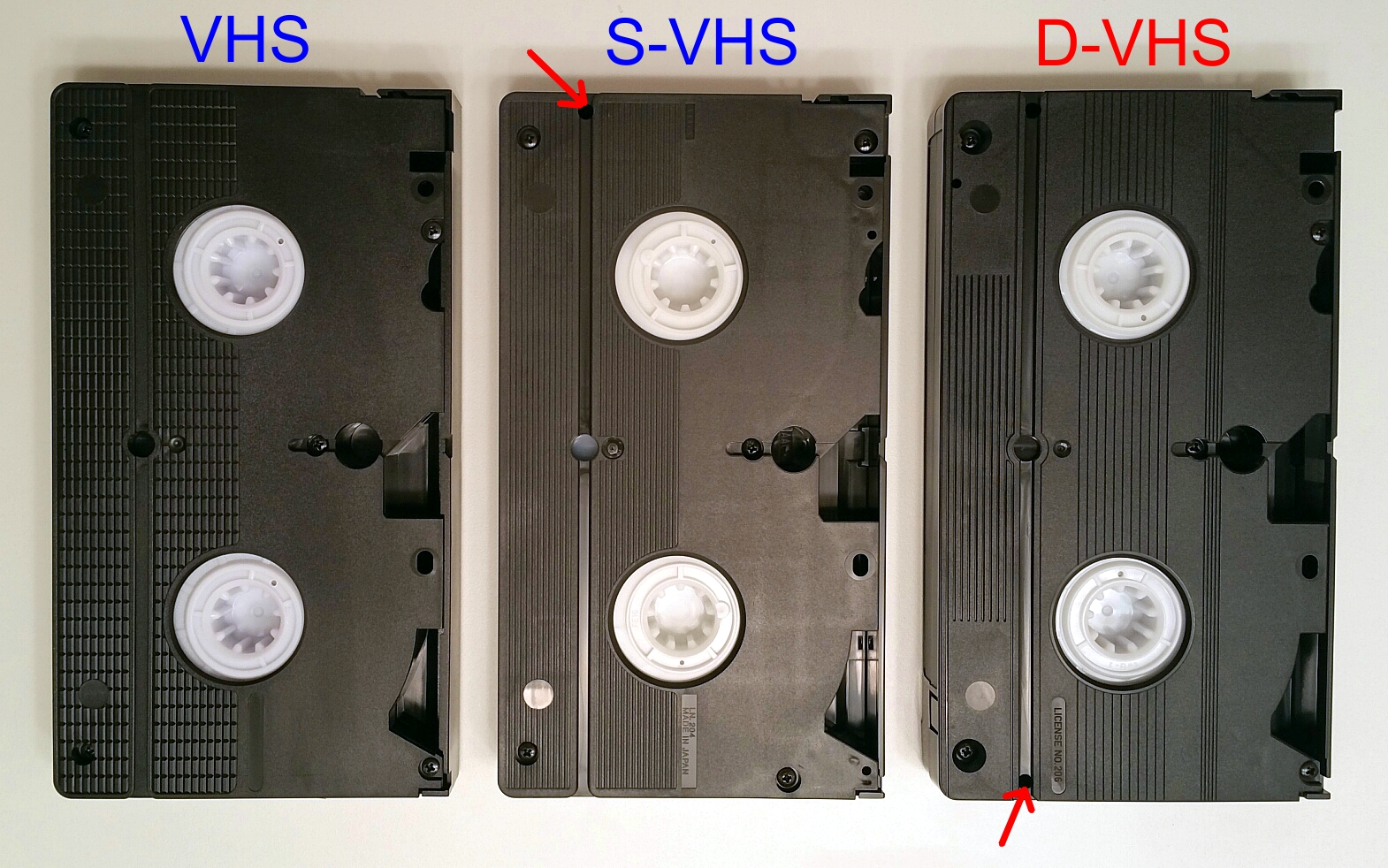
Unterscheidungsmerkmale VHS-, S-VHS- und D-VHS-Kassetten

Das „D“ in D-VHS stand ursprünglich für Data-VHS, da anfangs geplant war, das System auch für die Speicherung von Computerdaten aller Art zu verwenden. Aus diesem Grund war auf D-VHS-Kassetten üblicherweise auch die Kapazität in Gigabyte angeführt. Nachdem dies jedoch nie umgesetzt und das System allgemein als Digital-VHS bezeichnet worden war, wurde es später von JVC auch offiziell umbenannt.
D-VHS war zum Zeitpunkt der Einführung neben DV das einzige für den Heimgebrauch erschwingliche digitale Videosystem mit der Möglichkeit, Eigenaufnahmen zu erstellen, wobei D-VHS im Gegensatz zu DV, welches vorwiegend in mobilen Camcordern zum Einsatz kam, ausschließlich in Form von stationären Videorecordern für den Heimgebrauch erhältlich war.

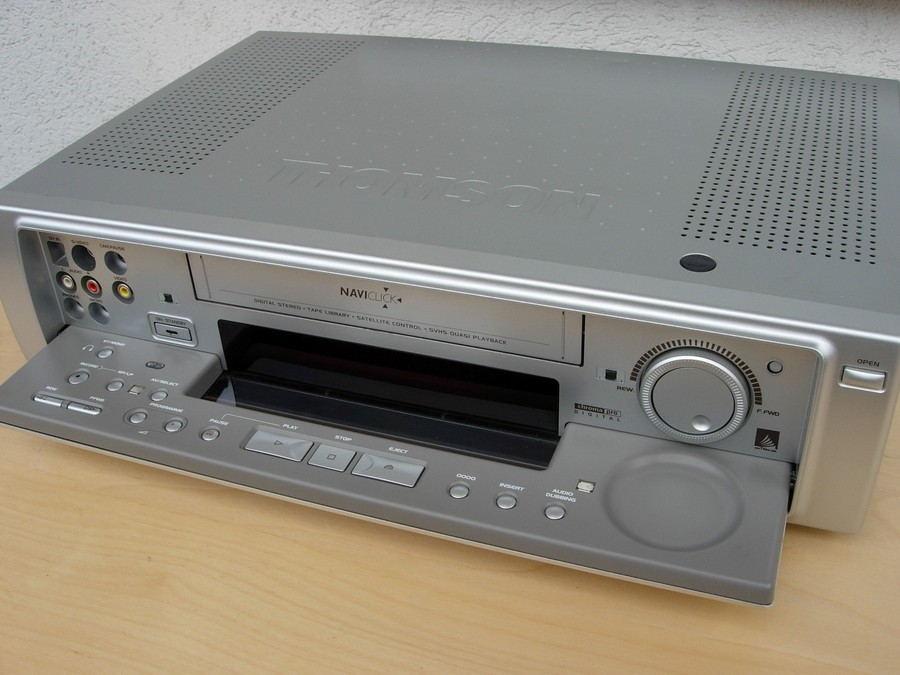
D-VHS-Recorder Thomson DVH-8090

## Aufnahmeformat und Kassetten
D-VHS unterstützt mehrere verschiedene Aufnahmemodi mit unterschiedlichen Bandgeschwindigkeiten.
Europäische Geräte beherrschen nur die zwei Modi „SD“ (Standard) und „LS3“ (Low-Speed, 3-fache Spielzeit pro Band), manchmal auch als SP und LP bezeichnet.
SD verwendet eine Bitrate von 14,1 MBit/s und bietet somit eine höhere Qualität als DVD. LS3 mit 4,7 MBit/s ermöglicht dagegen eine Laufzeit von bis zu 24 Stunden pro Kassette, wobei sich die Qualität immer noch auf dem Niveau einer durchschnittlichen DVD bewegt.
Daneben gibt es noch „HS“ (High-Speed) für HDTV-Aufnahmen mit einer Bitrate von 28,2 MBit/s. Diesen Modus unterstützen jedoch nur japanische und amerikanische Modelle mit den dort üblichen 60 Hz (60i bzw. 30p).
Weitere ursprünglich vorgesehene Modi sind LS2 und LS7; sie kamen jedoch in keinem Gerät zum Einsatz; LS5 (2,8 MBit/s) wurde nur von einem einzigen Modell unterstützt.
D-VHS-Recorder sind zu VHS abwärtskompatibel, das heißt, alle Geräte unterstützen auch Aufnahme und Wiedergabe im gewöhnlichen analogen VHS-Format, einige Geräte beherrschen zusätzlich S-VHS.
Kassetten waren mit den Längen 300, 420 und 480 Minuten erhältlich, wobei die Laufzeit jeweils auf den SD-Modus bezogen war.
Daneben ist es mit manchen Geräten auch möglich, gewöhnliche S-VHS-Kassetten für die digitale Aufzeichnung zu verwenden. Hierbei ist jedoch mit einer höheren Fehlerrate (Drop-outs) zu rechnen als bei Verwendung von D-VHS-Kassetten. Die angegebene Laufzeit von S-VHS-Kassetten verlängert sich bei der Aufzeichnung in D-VHS etwas: Auf eine 240-Minuten-Kassette passen in D-VHS SD rund 330 Minuten.

## D-Theater
Unter dieser Marke wurden mit Filmen vorbespielte Kauf-D-VHS-Kassetten angeboten. Diese konnten in zwei Auflösungen abgelegt sein (720p und 1080i) und hatten mindestens eine Tonspur (auch in Dolby Digital). Nachträglich wurde auch ein weiterer Tonstandard, DTS, unterstützt. Jedoch können nur D-VHS-Player neuerer Bauart diesen verarbeiten und zwischen mehreren Tonspuren wechseln.
Zusätzlich sind diese Bänder mit einem Kopierschutz ausgestattet, der ein Auslesen über Firewire verhindert.
In D-Theater bespielte Kassetten waren nur in den USA und in Japan erhältlich und können auf europäischen Modellen allein schon aufgrund der fehlenden HDTV-Unterstützung nicht wiedergegeben werden.
Der letzte in D-Theater veröffentlichte Film war I, Robot im Jahr 2005.

## Marktsituation
In Europa wurden insgesamt nur drei verschiedene Modelle angeboten: der JVC HM-DR10000, der (fast baugleiche) Philips VR-20D und zuletzt ein Modell von Thomson, der DVH-8090. In den USA und in Japan war die Auswahl an Geräten etwas größer.
D-VHS konnte sich auf dem Markt nicht durchsetzen. Anfangs waren die Geräte noch sehr teuer und mit dem Aufkommen von DVD- und Festplattenrekordern verlor D-VHS schließlich an Bedeutung. Die Produktion wurde mittlerweile eingestellt.